# Refração

Exemplo da refracção da imagem de um lápis ao ser submerso num copo cheio de água.

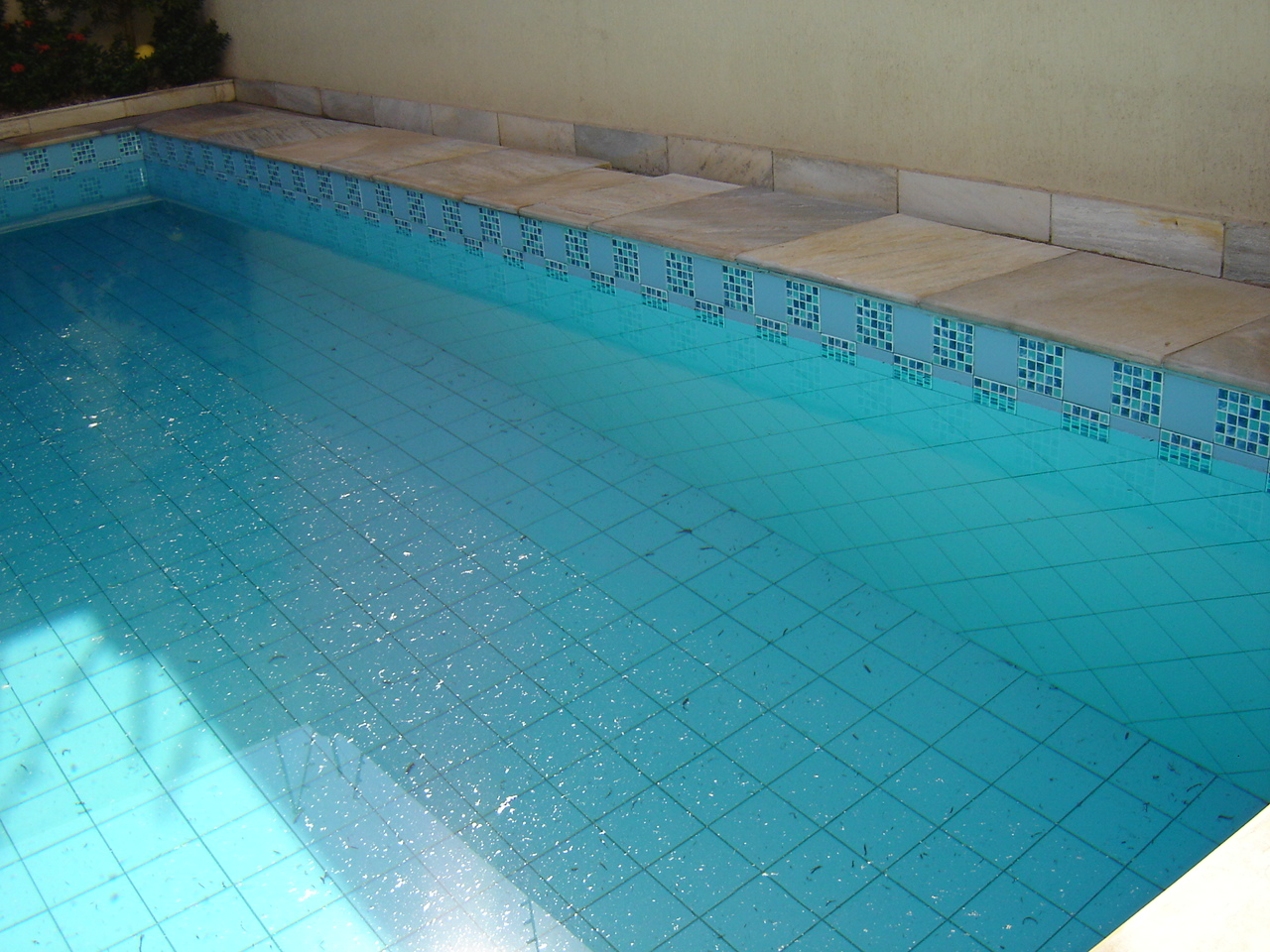
Note que a piscina aparenta estar ficando rasa, mas na realidade não está. Esse efeito é provocado pela refração da luz na água.

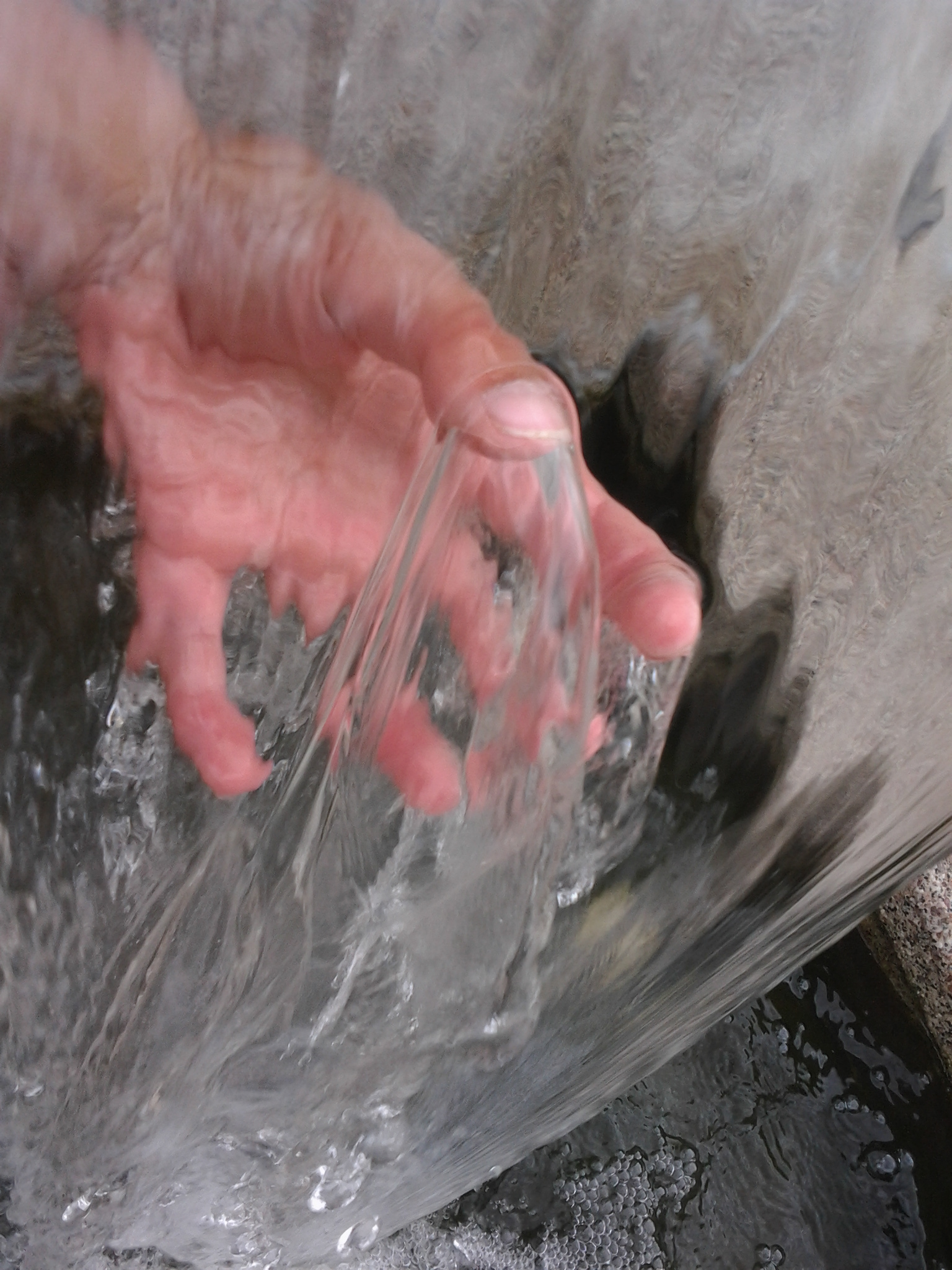

Refração (AO 1945: refracção) é a mudança na velocidade de uma onda ao atravessar a fronteira entre dois meios com diferentes índices de refração. A refração modifica a velocidade de propagação e o comprimento de onda, mantendo uma proporção direta. A constante de proporcionalidade é a frequência, que não se altera.

## Índice de refração
O índice de refração é a razão entre a velocidade da luz no vácuo (c) e a velocidade da luz em um determinado meio. Em meios com índices de refração mais baixos (próximos a 1) a luz tem velocidade maior (ou seja, próximo a velocidade da luz no vácuo). A relação pode ser descrita pela fórmula:
| {\displaystyle n={\frac {c}{v}}} |
| -------------------------------- |

Em que: c é a velocidade da luz no vácuo (c  = 3 x {\displaystyle 10^{8}} m/s); v é a velocidade da luz no meio;
A velocidade da luz nos meios materiais é menor que c; e assim n > 1. Por extensão, definimos o índice de refracção do vácuo, que por consequência da definição do modelo é igual a 1. Portanto, sendo n o índice de refracção de um meio qualquer, temos:
| {\displaystyle n\,>\,1} |
| ----------------------- |

A velocidade de propagação da luz no ar depende da frequência da luz, já que o ar é um meio material. Porém, essa velocidade é quase igual a c  = 3 x {\displaystyle 10^{8}} m/s para todas as cores. Ex.: índice de refracção da luz violeta no ar = 1,0002957 e índice de refracção da luz vermelha no ar = 1,0002914. Portanto, nas aplicações, desde que não queiramos uma precisão muito grande, adotaremos o índice de refracção do ar como aproximadamente igual a 1:
| {\displaystyle n\cong 1} |
| ------------------------ |

Como vimos, as cores, por ordem crescente de frequências, são: vermelho, laranja, amarelo, verde, azul, anil e violeta.
A experiência mostra que, em cada meio material, a velocidade diminui com a frequência, isto é, quanto "maior" a frequência, "menor" a velocidade.
| {\displaystyle v_{vermelho}\,>\,v_{laranja}\,>\,v_{amarelo}\,>\,v_{verde}\,>\,v_{azul}\,>\,v_{anil}\,>\,v_{violeta}} |
| --- |

Portanto como {\displaystyle n={c \over v}}, concluímos que o índice de refracção aumenta com a frequência. Quanto "maior" a frequência, "maior" o índice de refracção.

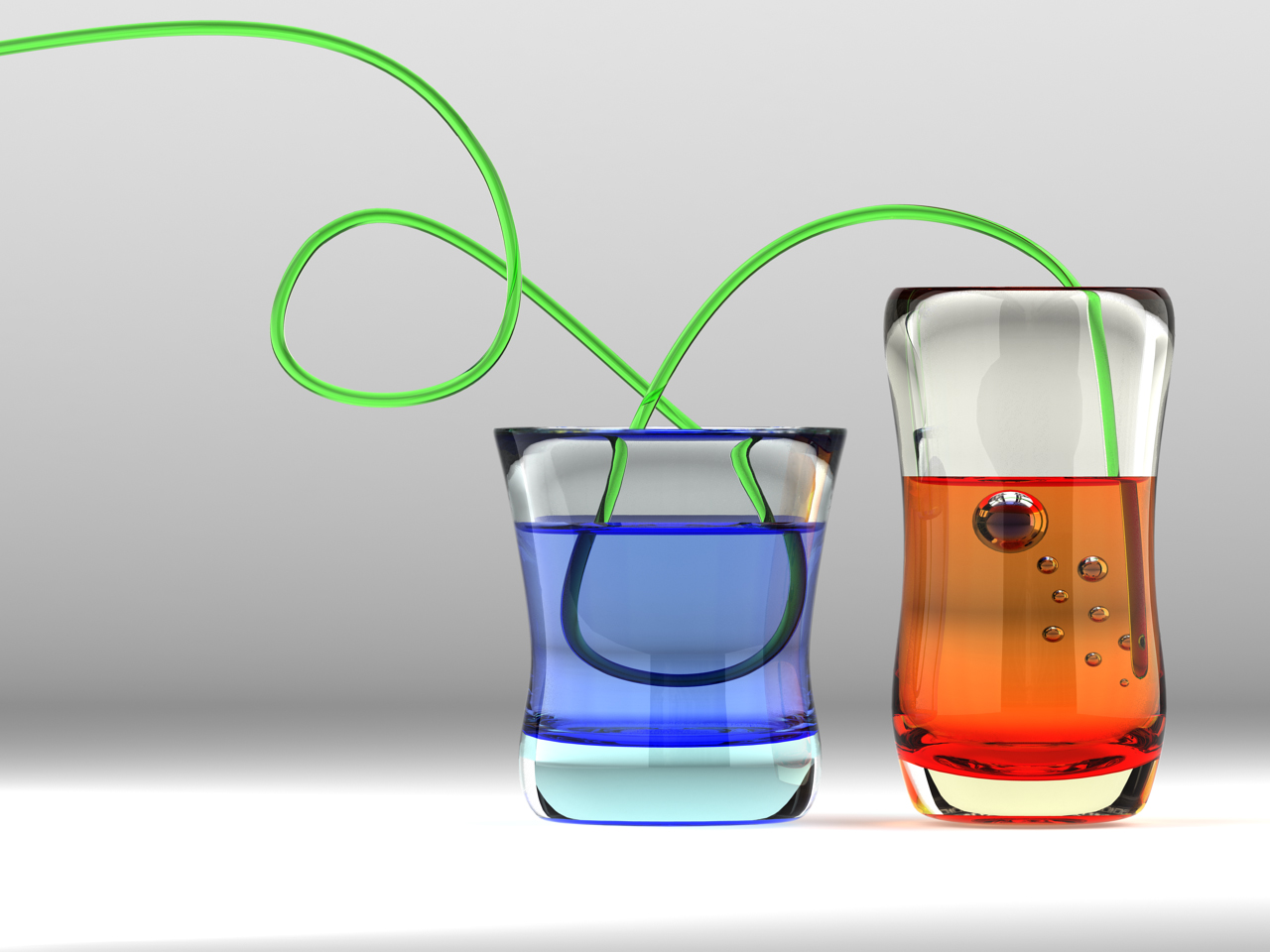
O cano verde parece partir-se dentro dos copos por causa da refração da luz.

Em geral, quando a densidade de um meio aumenta, o seu índice de refração também aumenta. Como variações de temperatura e pressão alteram a densidade, concluímos que essas alterações também alteram o índice de refracção. No caso dos sólidos, essa alteração é pequena, mas para os líquidos, as variações de temperatura são importantes e, no caso dos gases, tanto as variações de temperatura como as de pressão devem ser consideradas.
A maioria dos índices de refracção é menor que 2; uma exceção é o diamante, cujo índice é aproximadamente 2,4. Para a luz amarela emitida pelo sódio, sua frequência é {\displaystyle f=5,090.10^{14}Hz} e cujo comprimento de onda no vácuo é {\displaystyle \lambda =589nm}. Essa é a luz padrão para apresentar os índices de refracção.
Consideremos dois meios "A" e "B", de índices de refracção {\displaystyle n_{A}} e {\displaystyle n_{B}}; se {\displaystyle n_{A}>n_{B}}, dizemos que "A" é mais refringente que "B".

### Continuidade óptica
Consideremos dois meios transparentes A e B e um feixe de luz dirigindo-se de A para B. Para que haja feixe refratado é necessário que {\displaystyle n_{A}\neq n_{B}}.
Quando {\displaystyle n_{A}=n_{B}}, não há luz reflectida e também não há mudança na direção da luz ao mudar de meio; dizemos que há continuidade óptica.
Quando temos um bastão de vidro dentro de um recipiente contendo um líquido com o mesmo índice de refração do vidro, a parte do bastão que está submersa, não refletindo a luz, fica "invisível".

### Índice de refracção relativo
Se o índice de refracção de um meio A é {\displaystyle n_{A}} e o índice de um meio B é {\displaystyle n_{B}}, definimos:
| {\displaystyle n_{AB}} = índice de refração do meio A em relação ao meio B = {\displaystyle {\frac {n_{A}}{n_{B}}}} |
| {\displaystyle n_{BA}} = índice de refração do meio B em relação ao meio A = {\displaystyle {\frac {n_{B}}{n_{A}}}} |

Sendo vA e vB as velocidades da luz nos meios A e B, temos:
| {\displaystyle n_{AB}={\frac {n_{A}}{n_{B}}}={\frac {v_{B}}{v_{A}}}} |
| {\displaystyle n_{BA}={\frac {n_{B}}{n_{A}}}={\frac {v_{A}}{v_{B}}}} |

## Leis da refração
Consideremos dois meios transparentes A e B e um feixe estreito de luz monocromática, que se propaga inicialmente no meio A, dirigindo-se para o meio B. Suponhamos, ainda, que uma parte da luz consiga penetrar no meio B e que a luz tenha velocidades diferentes nos dois meios. Nesse caso, diremos que houve Refração. O raio que apresenta o feixe incidente é o raio incidente ({\displaystyle i}), e o raio que apresenta o feixe refratado é o raio refratado ({\displaystyle r}).

### A primeira lei da Refração
| O raio incidente, o raio refratado e a normal, no ponto de incidência, estão contidos num mesmo plano. |
| --- |

A normal é uma reta perpendicular à superfície no ponto de incidência, θA é denominado ângulo de incidência entre o raio e a normal e θB, ângulo de refração entre o raio e a normal.

### A segunda lei da Refração
| Os senos dos ângulos de incidência e refracção são diretamente proporcionais às velocidades da onda nos respectivos meios. |
| --- |

Ou seja:
| {\displaystyle n_{A}\cdot sen\,\theta _{A}=n_{B}\cdot sen\,\theta _{B}} |
| ----------------------------------------------------------------------- |

Dessa igualdade tiramos:
| {\displaystyle {\frac {sen\,\theta _{A}}{sen\,\theta _{B}}}={\frac {n_{B}}{n_{A}}}=n_{BA}} |
| ------------------------------------------------------------------------------------------ |

A Segunda Lei da Refração foi descoberta experimentalmente pelo holandês Willebrord van Royen Snell (1591-1626) e mais tarde deduzida por René Descartes, a partir de sua teoria corpuscular da luz. Nos Estados Unidos, ela é chamada de Lei de Snell e na França, de Lei de Descartes; em Portugal e no Brasil é costume chamá-la de Lei de Snell-Descartes.
Inicialmente a Segunda Lei foi apresentada na forma da equação II; no entanto, ela e mais fácil de ser aplicada na forma da equação I.
Observando a equação I, concluímos que, onde o ângulo for menor, o índice de refração será maior. Explicando melhor: se {\displaystyle \theta _{A}\ >\ \theta _{B}}, o mesmo ocorre com seus senos, {\displaystyle sen\,\theta _{A}\ >\ sen\,\theta _{B}}; logo, para manter a igualdade da equação I, {\displaystyle n_{B}\,>\,n_{A}}. Ou seja, o menor ângulo θB ocorre no meio mais refringente, {\displaystyle n_{B}}.
Pelo princípio da reversibilidade, se a luz faz determinado percurso, ela pode fazer o percurso inverso. Assim, se ela faz o percurso XPY, ela pode fazer o percurso YPX. Mas, tanto num caso como no outro, teremos:
| {\displaystyle n_{A}\cdot sen\,\theta _{A}=n_{B}\cdot sen\,\theta _{B}} |
| ----------------------------------------------------------------------- |

Quando a incidência for normal, não haverá desvio e teremos {\displaystyle \theta _{A}\ =\ \theta _{B}\ =\ 0}, e, portanto, {\displaystyle sen\,\theta _{A}\ =\ sen\,\theta _{B}\ =\ 0}, de modo que a Segunda Lei também é válida nesse caso, na forma da equação I:
| {\displaystyle n_{A}\,(0)\ =\ n_{B}\,(0)} |
| ----------------------------------------- |

### Caso de ângulos pequenos
Na tabela seguinte, apresentamos alguns ângulos "pequenos" expressos em graus e radianos, com o respectivo valor do seno e da tangente:
Observando esta tabela, percebemos que, para um ângulo θ, até aproximadamente 10° temos:
| {\displaystyle \theta \ \cong \ sen\,\theta \ \cong \ tg\,\theta } |
| ------------------------------------------------------------------ |

quando θ está expresso em radianos. Assim, para ângulos pequenos, a Segunda Lei da Refração pode ser escrita:
| {\displaystyle n_{A}\ \cdot \ \theta _{A}\ \cong \ n_{B}\ \cdot \ \theta _{B}} |
| ------------------------------------------------------------------------------ |

para ângulos em radianos e em graus (devido ao fator de conversão entre radianos e graus ser o mesmo para todos os ângulos - 180/pi).

## Índices de refração de alguns meios, em relação ao vácuo
- Vácuo: 1,0000
- Ar: 1,0003 (aprox. 20 °C)
- Água: 1,3321 (pura, aprox. 20 °C)
- Gelo: 1,3100
- Álcool: 1,3600
- Glicerina: 1,47
- Vidro: 1,4000 a 1,9000
- Sal de cozinha: 1,54
- Quartzo: 1,54
- Bissulfeto de carbono: 1,63
- Zircônio: 1,92
- Diamante: 2,4200
- Rutilo: 2,80
- Acrílico: 1,49